# Francis Llewellyn Griffith
Francis Llewellyn Griffith, född den 27 maj 1862 i Brighton, död den 14 mars 1934 i Oxford, var en brittisk egyptolog.
Griffith, som var professor vid Oxfords universitet, studerade särskilt egyptiska språket och utgav en rad mönstergilla utgåvor av hieroglyfinskrifter, hieratiska och demotiska papyrer. Vid tolkningen av dessa har an ådagalagt en sällsynt språklig förståelse och grammatisk klarhet. I sina språkliga arbeten stod Griffith den germanska skolan nära, men intog dock en ganska självständig ställning inom egyptologin. Som ledare av Oxforduniversitetets utgrävningar i Nubien fördes Griffith in på studiet av meroitiska inskrifter till vilkas tydning han lämnat de mest vägande bidragen.